# Francisco Villa, Balancán
Francisco Villa är en ort i Mexiko.   Den ligger i kommunen Balancán och delstaten Tabasco, i den sydöstra delen av landet, 900 km öster om huvudstaden Mexico City. Francisco Villa ligger 73 meter över havet och antalet invånare är 431.
Terrängen runt Francisco Villa är platt. Runt Francisco Villa är det glesbefolkat, med 20 invånare per kvadratkilometer. Närmaste större samhälle är El Triunfo, 11,7 km väster om Francisco Villa. Omgivningarna runt Francisco Villa är en mosaik av jordbruksmark och naturlig växtlighet.